# Дунаевская, Рая
Ра́я Дунае́вская (англ. Raya Dunayevskaya; урождённая — Шпигель (Rae Spiegel); псевдоним — Фредди Форест; 1 мая 1910 — 9 июня 1987) — американский политический философ

 левого толка родом из Российской империи, теоретик «марксистского гуманизма».

## Биография
Родилась в местечке Ярышев (Могилёвского уезда, Подольская губерния, ныне Винницкая область, Украина) в семье раввина Осипа Шпигеля и Браны Дунаевской. Была младшим ребёнком в семье, имела четырёх братьев и двух сестёр. В 1922 году с семьёй эмигрировала в Соединённые Штаты к отцу, который ранее обосновался в одном из еврейских кварталов Чикаго.
В возрасте 18 лет была исключена из Коммунистической партии США как «троцкистка», поскольку выступала против ссылки и последующего изгнания Л. Д. Троцкого из Советского Союза. В 1929 году в Бостоне присоединилась к независимой троцкистской группе во главе с видной деятельницей феминизма Антуаннетой Бухгольц-Кониковой. Сотрудничала в «Бюллетене оппозиции». Не дождавшись разрешения руководства американских троцкистов, в 1937 году отправилась за Троцким в Мексику, собираясь предложить свои услуги русскоязычного секретаря.
Проработав в 1937—1938 годах в Мексике секретарём и стенографисткой Льва Троцкого, Рая Дунаевская возвратилась в Чикаго после смерти отца и брата. В 1939 году порвала с троцкизмом, мотивируя это тем, что Лев Давыдович продолжал считать СССР, пусть и переродившимся, но рабочим государством, даже после пакта Риббентропа-Молотова призывая к «безусловной защите СССР» в грядущей войне. Позже Дунаевская утверждала, что её «настоящее» развитие началось с разрыва с троцкистами.
В дальнейшем жила в США, где работала в различных коммунистических организациях. В 1940 году Дунаевская приняла деятельное участие в расколе американской Социалистической рабочей партии (англ. Socialist Workers Party), приведшему к выделению из её состава «Рабочей партии». В Рабочей партии она совместно с афроамериканским революционером-историком С. Л. Р. Джеймсом возглавляла «госкаповскую» оппозицию — «группу Джонсон-Форест», названную так по партийным псевдонимам её руководителей. Изучая ранние труды Маркса («Экономическо-философские рукописи 1844 года»), к 1942 году Дунаевская пришла к выводу о существовании в Советском Союзе государственного капитализма, мало отличавшегося от западного (независимо от неё эту идею пропагандировал британский троцкист Тони Клифф).
Следующее десятилетие исследований Дунаевской прошло под знаком развития теории государственного капитализма, на основании которой у неё возникли серьёзные противоречия со своими товарищами по партии, стоявшими на позициях господства в СССР «бюрократического коллективизма». Разногласия с шахтманистами внутри Рабочей партии привели к возвращению Дунаевской и Джеймса в покинутую ими Социалистическую рабочую партию в 1947 году.
Впрочем, в 1951 году, во время Корейской войны «Группа Джонсон-Форест» вновь покинула СРП, сформировав «Комитет публикации писем» (Correspondence Publishing Committee). На международном уровне в это время тесно сотрудничала с французской левокоммунистической группой «Социализм или варварство», занимавшей сходные позиции. В годы «холодной войны» группа Дунаевской, как и ряд других троцкистских диссидентов, оставались равно критичными к западному и восточному блокам, отстаивая независимую позицию социалистов «третьего лагеря» (Third camp) для рабочего класса и международного социалистического движения — «ни Вашингтон, ни Москва» (или Пекин).
Дунаевская расценивала положение в США конца 1940-х годов как революционную ситуацию, а отсутствие социалистической революции истолковала как свидетельство необходимости нового взгляда на ленинское учение о партии нового типа. Основываясь на опыте стихийных выступлений шахтёров в 1949 году, к 1951 году Дунаевская выдвинула теорию «спонтанной революционности» («спонтанеизма») рабочего класса, в некоторой степени повторяющую соображения Розы Люксембург и анархо-синдикалистов.
В 1950-е годы Дунаевская занялась исследованием гегелевской диалектики, исследуя «Энциклопедию философских наук» (в первую очередь «Науку логики» и «Философию духа») Г. В. Ф. Гегеля, а также конспекты В. И. Ленина. Изданные в 1953 году первые работы Дунаевской, посвящённые анализу гегельянства, дали начало течению «гуманистического марксизма». После размежевания с Джеймсом в 1955 году Дунаевская основала в Детройте собственную организацию — «Комитет новостей и писем», издающую газету «Новости и письма» (News and Letters), посвящённую разнообразным аспектам борьбы с дискриминацией и изложению теоретических основ теории гуманистического марксизма.

## Семья
- Муж — Джон Дуайер (англ. John F. Dwyer, 1912—1989), инженер, активист социалистических организаций[5].
- Сёстры — Бесси Гоголь (англ. Bessie Spiegel Gogol, 1906—1996) и Соня Шпигель (англ. Sonia Spiegel, 1904—1988), активистки троцкистских организаций в Лос-Анджелесе.
- Племянник — Юджин Гоголь (англ. Eugene Walker Gogol), работал секретарём Раи Дунаевской в 1980-е годы, активист за права чернокожего населения, автор трудов по марксизму и национально-освободительным движениям, в том числе монографий «The Concept of Other in Latin American Liberation: Fusing Emancipatory Philosophic Thought and Social Revolt» (2002), «Raya Dunayevskaya: Philosopher of Marxist-Humanism» (2004), «Towards a Dialectic of Philosophy and Organization» (2013).

## Труды
Ключевыми произведениями Дунаевской является так называемая «трилогия революции»: «Марксизм и свобода: с 1776 года до настоящего времени» (1958), «Философия и революция: от Гегеля до Сартра и от Маркса до Мао» (1973) и «Роза Люксембург, освобождение женщин и марксистская философия революции» (1982).
Центральной темой первой книги трилогии «Марксизм и свобода», предисловие к первому изданию которой принадлежит Герберту Маркузе, является соотношение теории и практики революционной борьбы. В этой книге Дунаевская также развенчивает представления, выделяющие отдельные «молодой» и «зрелый» период творчества Карла Маркса (вроде «эпистемологического разрыва» у Маркса по Альтюссеру), и анализирует социально-экономические отношения в сталинском и постсталинском Советском Союзе в качестве государственного капитализма, причём волнения в ГДР (1953) и Венгрии (1956) расцениваются как попытка возвращения к гуманизму Маркса.
Кроме того, важной темой Дунаевской является критика «позитивистской» трактовки марксизма, которую она возводит к Энгельсу, в пользу «гегельянской», восходящей к раннему Лукачу и Франкфуртской школе. С представителями последней, в первую очередь с Эрихом Фроммом, также определявшему свою философию как марксистский гуманизм, она вела диалог и теоретические дискуссии.
Кроме всего прочего, в 1944 году Дунаевская опубликовала в академическом журнале статью о советской интерпретации закона стоимости, которая начала дискуссию о теории стоимости Маркса, в которой приняли участие такие марксистские экономисты, как Пол Баран и Оскар Ланге.
Последний труд, над которым работала Дунаевская, носил рабочее название «Диалектика организации и философии: „Партия“ и спонтанные организационные формы» и остался незаконченным. Труды, письма, публикации, дневники Раи Дунаевской ныне находятся в библиотеке Уолтера Рейтера при университете Уэйна в Детройте.

## Основные произведения
- «Марксизм и свобода: с 1776 г. до настоящего времени» (Marxism and Freedom: from 1776 Until Today, 1958; русское издание: М., 2011);
- «Философия и революция: от Гегеля до Сартра и от Маркса до Мао» (Philosophy and Revolution: from Hegel to Sartre and from Marx to Mao, 1973; русское издание: Самара, 1993);
- «Роза Люксембург, освобождение женщин и марксистская философия революции» (Rosa Luxemburg, Women’s Liberation, and Marx’s Philosophy of Revolution, 1982).